# Бальке, Зигфрид
Зи́гфрид Ба́льке (нем. Siegfried Balke; 1 июня 1902, Бохум — 11 июня 1984, Мюнхен) — западногерманский политик, член Христианско-социального союза, министр почты и связи ФРГ (1953—1956), министр атомной энергетики ФРГ (1956—1962).

## Биография

### Образование и работа в бизнесе
Бальке — старший из четырёх сыновей портного Вильгельма Бальке. Вскоре после рождения Зигфрида семья переехала в Дауфенбах на родину его матери. Детство Зигфрида Бальке прошло в Кобленце.
С 1920 года Бальке учился на химика и в 1924 году получил диплом Мюнхенского университета, а в 1925 году защитил докторскую диссертацию.
При национал-социалистах Бальке, признанный полуевреем по Нюрнбергским расовым законам, не имел возможности продолжить университетскую карьеру. В 1925—1952 годах Бальке работал в различных химических компаниях, а в 1952 году занял пост директора Wacker-Chemie GmbH. В 1956 году был назначен почётным профессором химического хозяйства Мюнхенского университета. Являлся председателем Ассоциации баварской химической промышленности.
В 1969 г. возглавил Конфедерацию ассоциаций работодателей Германии, был председателем Ассоциации технического инспекции. Являлся соредактором «Энциклопедического словаря» Ульмана и журналов «Химическая промышленность и атомная энергетика».

### Политическая карьера
C 1954 г. член ХСС. Вступил в партию раньше, чем занял министерский пост и не выстраивал партийной карьеры.
В 1957—1969 гг. избирался депутатом бундестага от Баварии.
10 декабря 1953 г. был назначен министром почты и связи ФРГ в правительстве Конрада Аденауэра. Одним из факторов назначения стала его протестантская вера, что позволило обеспечить религиозный партитет в правящем кабинете.
16 октября 1956 г. возглавил министерство атомной энергетики ФРГ. Лишился министерского портфеля после перестановок в правительстве, связанных со скандальным делом об уголовном преследовании сотрудников журнала Der Spiegel.

## Награды и звания
- Баварский орден «За заслуги» (1959),
- Медаль Лейбницв Академия наук и литературы в Майнце (1965),
- Баварская государственная медаль за общественные заслуги (1974),
- Большой крест ордена «За заслуги перед Федеративной Республикой Германия».